# Mongauzy
Mongauzy – miejscowość i gmina we Francji, w regionie Nowa Akwitania, w departamencie Żyronda.
Według danych na rok 1990 gminę zamieszkiwało 531 osób, a gęstość zaludnienia wynosiła 78 osób/km² (wśród 2290 gmin Akwitanii Mongauzy plasuje się na 690. miejscu pod względem liczby ludności, natomiast pod względem powierzchni na miejscu 1295.).